# Лимар Володимир Петрович
Володимир Петрович Лимар (1907, село Богодухівка, тепер Чорнобаївської селищної громади Золотоніського району Черкаської області — травень 1942, пропав безвісти) — молдавський радянський діяч, 1-й секретар Бендерського міського комітету КП(б) Молдавії. Член ЦК КП(б) Молдавії в 1941—1942 роках. Депутат Верховної Ради Молдавської РСР 1-го скликання (в 1941—1942 роках). 

## Біографія
Народився в родині робітників. З 1919 до 1929 року працював різноробом. Освіта середня.
Член ВКП(б) з 1928 року.
У 1929—1931 роках — у Червоній армії.
У 1931—1932 роках — студент юридичного інституту в Харкові, навчання не закінчив.
У 1932—1937 роках — на комсомольській роботі в Українській СРР.
У 1937—1940 роках — 1-й секретар Тульчинського районного комітету КП(б)У Вінницької області.
4 липня 1940 року призначений членом Бендерського повітового комітету КП(б) України.
У серпні 1940 — червні 1941 року — 1-й секретар Бендерського міського комітету КП(б) Молдавії.
З 25 червня 1941 року — в Червоній армії, учасник німецько-радянської війни. Служив заступником начальника політичного відділу та начальником політичного відділу 28-ї кавалерійської дивізії Південного фронту РСЧА. У травні 1942 року пропав безвісти.

## Звання
- батальйонний комісар
- старший батальйонний комісар (1.04.1942)

## Нагороди
- орден Червоної Зірки (1.02.1942)
- медалі